# Lightermen

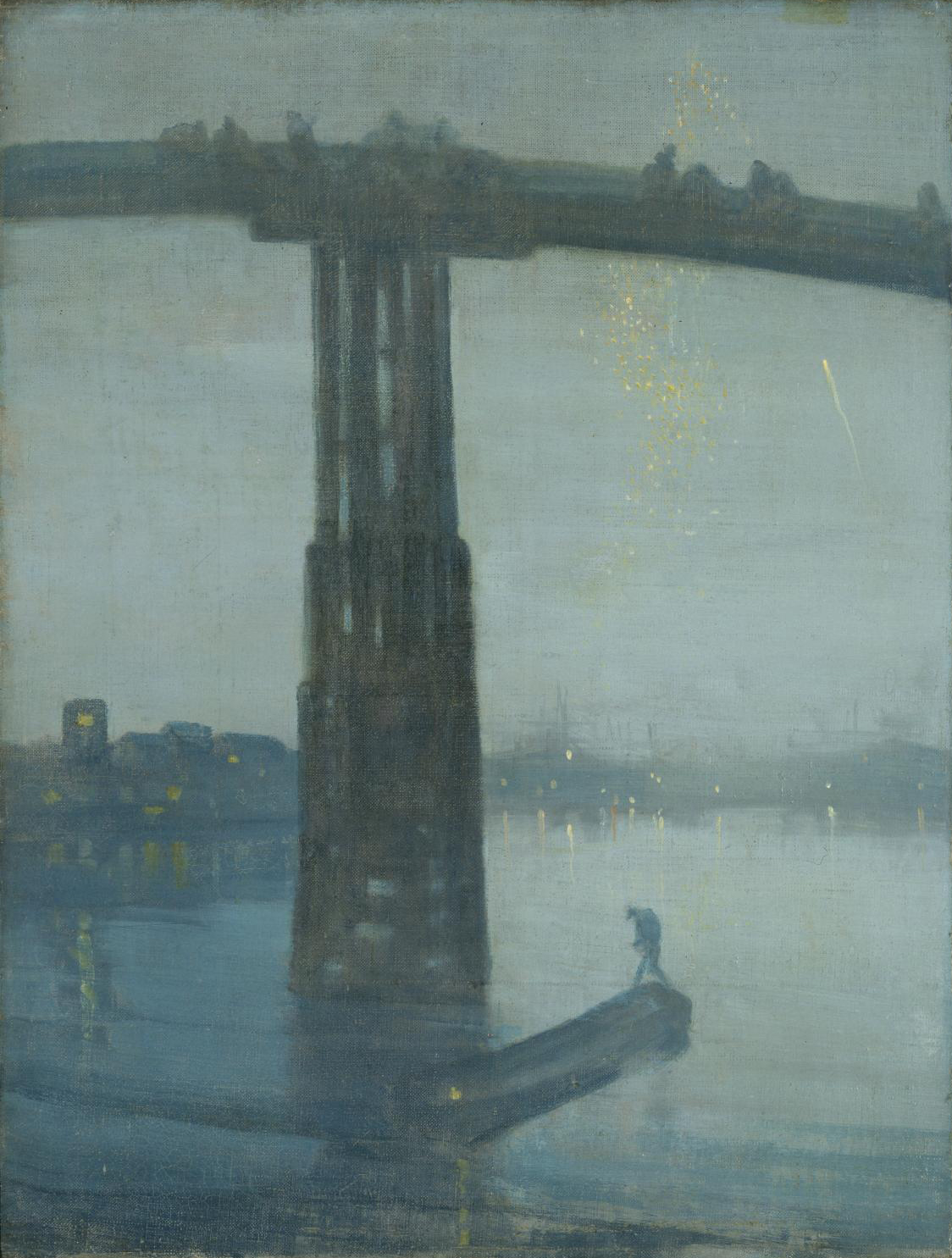
Un lightermen en una pintura realizada en el.

Lightermen (cuyo significado más parecido en español es lancheros) eran los trabajadores que transferían bienes entre los barcos y el muelle en el Puerto de Londres en Inglaterra, esta labor era realizada a bordo de barcazas profundas llamadas lighter. Antes de que el puerto fuera construido durante el siglo XIX y el XX, los barcos amarraban en medio del río y transferirían sus bienes a las barcazas, después los lightermen llevaban estos bienes a los muelles. Era un trabajo que requería experiencia y un conocimiento íntimo de las corrientes y mareas del río Támesis. También exigía mucha fuerza muscular ya que los botes usaban remos para impulsarse.
Durante el auge del puerto fueron uno de los grupos más característicos del sitio, pero finalmente por los mejoras en la tecnología del embarque en particular la introducción de contenedores en los años 1960, llegaron a considerarse anticuados y cayeron en desuso. Estaban estrechamente relacionados con los watermen, que se encargaban de llevar pasajeros, y en 1700 se unieron para formar The Company of Watermen and Lightermen, por medio de un ley del Parlamento. El gremio sigue otorgando licencias y supervisando a los que trabajan sobre el río Támesis. Existen pocos registros escritos del proceso de convertirse en aprendiz de lighterman, tal vez el más conocido sea Men of the Tideway por Dick Fagan y Eric Burgess. En el libro, Fagan (quien trabajó cuarenta años en este oficio) menciona la naturaleza explotadora del transporte por medio de barcazas y expresa su desdén para lo que él llamó «un sistema en general capitalista».